# Gerhard Justus Arenhold
Gerhard Justus Arenhold (auch: Gerhardus Iustus Arenholdus; * 26. August 1707 in Hildesheim; † 2. Dezember 1775 in Hannover) war ein deutscher Baumeister, Zeichner und Maler sowie Konsistorialsekretär.

## Werdegang

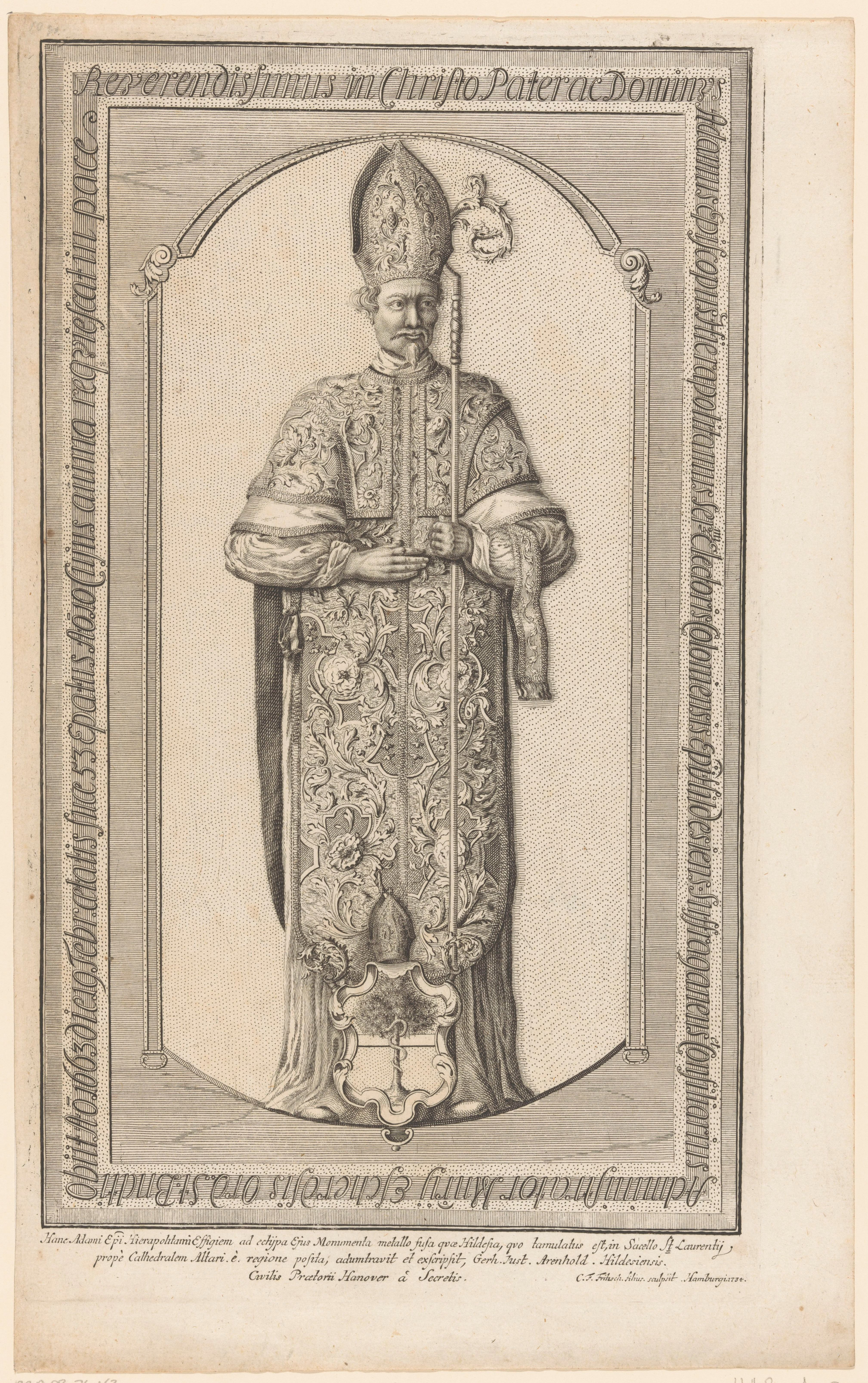
Kupferstich der Grabplatte Adam Adami von Christian Friedrich Fritzsch nach Arenhold; 1734

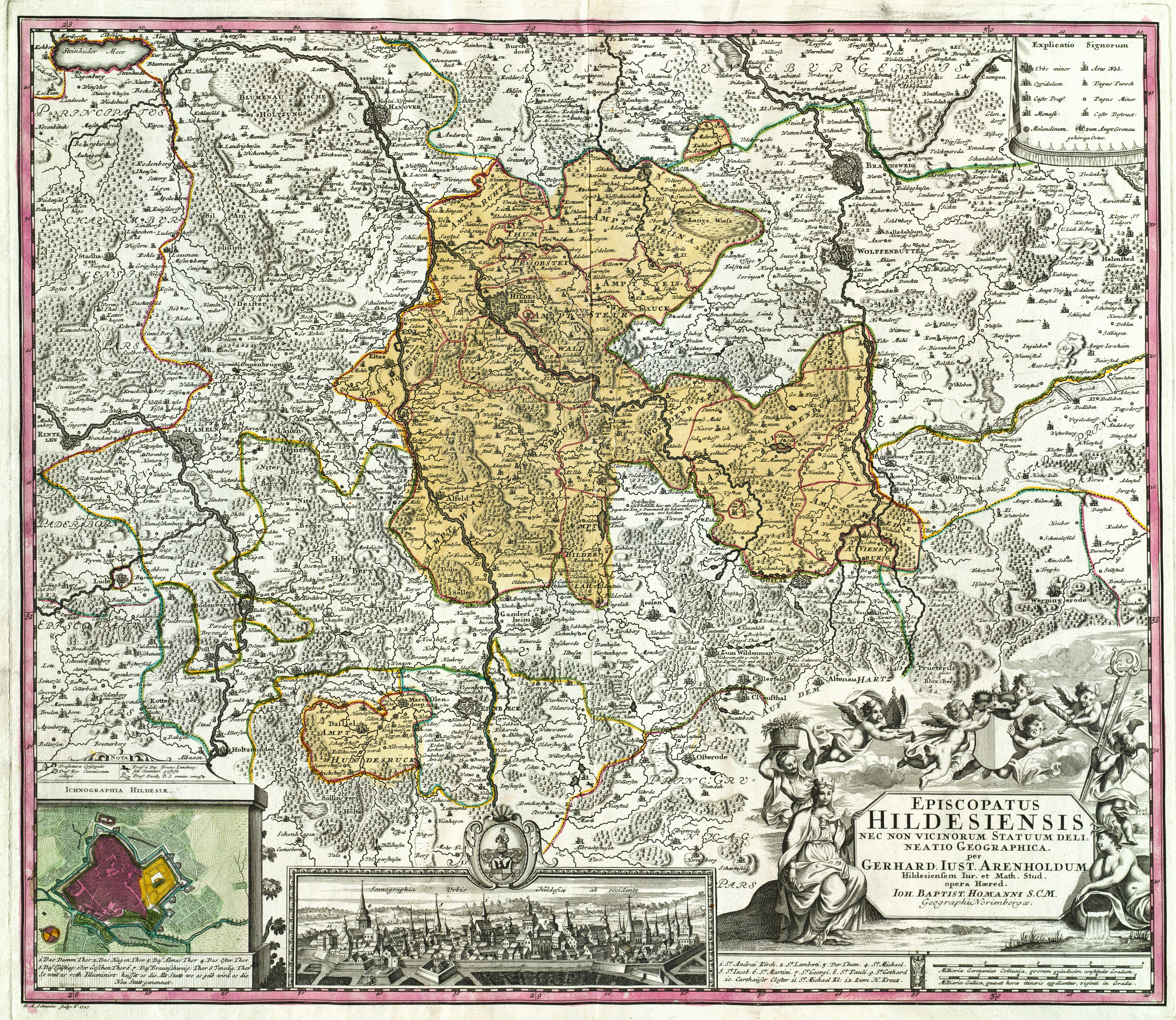
1727: „Episcopatus Hildesiensis ...“, Stich von R. A. Schneider nach „Gerhard Iust. Arenholdum / Hildesiensem Iur. et Math. Stud.“ nach Vermessungen von Johann Baptist Homann

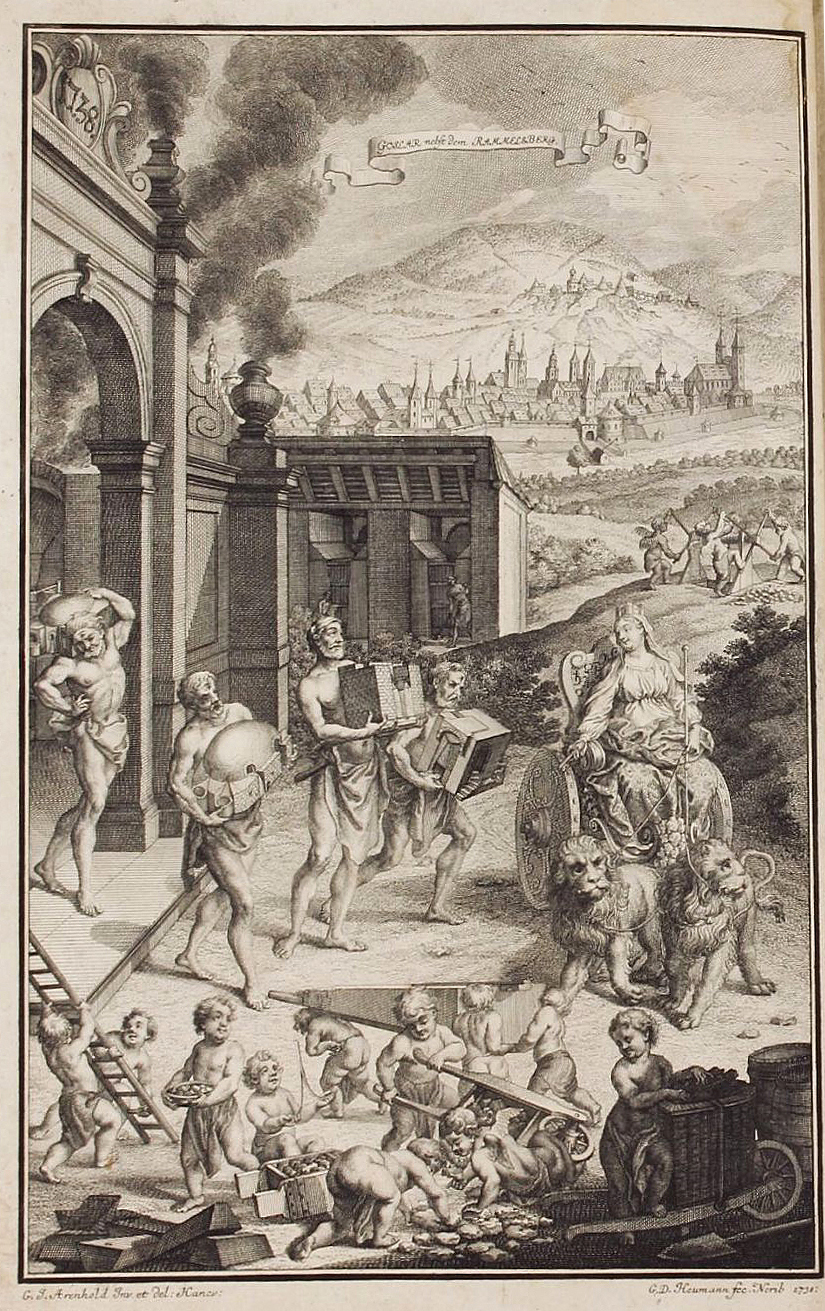
„Goslar nebst dem Rammelsberg“, Frontispiz zu Christoph Andreas Schlüters Werk Gründlicher Unterricht von Hütte-Werken;
Stich von Georg Daniel Heumann nach Arenhold, 1730

Der zur Zeit des Kurfürstentums Braunschweig-Lüneburg im Jahr 1707 in Hildesheim geborene Arenhold wurde in erhaltenen Quellen erstmals für die Jahre 1734/1735 erwähnt. Er studierte unter anderem Mathematik und Jura. Er galt als Dilettant im Porträtzeichnen.
Aus den 30er und 40er Jahren des 18. Jahrhunderts sind mehrere Radierungen und Kupferstiche, bei denen Arenhold als Inventor, Zeichner oder Zeichner der Vorlage in Erscheinung tritt, erhalten und werden in Graphischen Sammlungen und Kupferstichkabinetten aufbewahrt. Inhaltlich handelt es sich dabei um Porträts, Darstellungen historisch bedeutsamer Orte und Allegorien historischer Ereignisse; außerdem ist eine Landkarte bekannt. Zu Arenholds Werken zählen auch Darstellungen der Rathaussäle in Münster und Osnabrück, in denen der Westfälische Friede geschlossen wurde. Als Stecher wird er bereits für einen – möglicherweise zu früh – auf 1713 datierten Kupferstich des Rathauses von Utrecht während der Friedensverhandlungen im Spanischen Erbfolgekrieg genannt. Die von Arenhold gezeichnete Landkarte fand über Deutschland hinaus Verbreitung. Exemplare der Karte von der Region rund um den Bischofssitz Hildesheim werden heute u. a. in der Dänischen Königlichen Bibliothek und in der Prager Karls-Universität aufbewahrt. Das Prager Exemplar wird auf 1750 bis 1780 datiert.
Arenhold war seit 1735 – unentgeltlich arbeitender – „Secretarius supernumerarius“ beim Hannoverschen Konsistorium und seit 1740 dessen zweiter Sekretär. 1755 wurde ihm die „Expedition der Bausachen“ einschließlich Rechnungsführung, Überwachung der Bauausführung und Begutachtung des baulichen Zustandes der Kirchenbauten übertragen. Dafür erhielt er als erster Baumeister des Konsistoriums ein Gehalt von 200 Reichstalern, nicht jedoch den Titel eines Konsistorialbaumeisters. Im Rahmen seiner Tätigkeit begutachtete Arenhold 1736 den baulichen Zustand der Kirche in Duingen. Administrativ war er 1742 bis 1747 am Wiederaufbau der Kirche in Harpstedt und 1751 am Neubau der Kirche in Helstorf sowie 1752 des Kirchenschiffes in Suderburg beteiligt. Gutachterlich eingebunden war er 1753 in den Neubau der Dreieinigkeitskirche in Kirchwehren und der Kirche in Banteln.
Arenhold beteiligte sich u. a. an Planung und Bau der (dritten) St.-Nicolai-Kirche in Gifhorn. Unter Änderung der Deckenkonstruktion sah er dort eine zweite Empore vor, um so die Anzahl der Sitzplätze in der Kirche auf 2000 zu erhöhen. Als Baumaterial entschied er sich anstelle der ursprünglich geplanten Bruchsteine für gebrannte Mauersteine. 1740 ging Arenhold nach Gifhorn und übernahm in diesem Fall selbst die Bauleitung. Als die Kirche am 8. November 1744 feierlich eingeweiht wurde, hatte das Kirchenschiff laut Arenholds Abrechnungen 9730 Reichstaler gekostet. Die Bauleitung hatte Arenhold auch 1750 beim Neubau der St.-Blasius-Kirche in Großgoltern inne, wo er ebenfalls Änderungen am Bauplan vornahm. 1771 fertigte er einen wahrscheinlich noch umgesetzten Entwurf für den Neubau der Hohen Kirche in Predöhl an. 1754 erstellte er ein Gutachten zum geplanten Neubau von Schiff und Glockenturm der Kirche in Finkenwerder. Spätere Entwürfe Arenholds wurden entweder nicht mehr umgesetzt oder die Umsetzung lässt sich nicht mehr belegen.

## Publikationen (Auswahl)
- Gerhard Justus Arenhold, Johann Daniel Gruber: Zeit- und Geschicht-Beschreibung der Stadt Göttingen, worin derselben Civil- Natur- Kirchen- und Schul-Historie, aus verschiedenen alten Urkunden, auch andern sichern Nachrichten umständlich vorgetragen wird. Erster Theil. Hager, Göttingen 1734 (gdz.sub.uni-goettingen.de).
- Gottlieb Samuel Treuer: Gründliche Geschlechts-Historie des hochadlichen Hauses der Herren von Münchhausen … Vandenhoeck, Göttingen 1740, urn:nbn:de:gbv:3:1-216501 (digitale.bibliothek.uni-halle.de – Illustration).